# 刘敬宜
刘敬宜（1897年—1973年5月），字本义、本一，男，河南开封人，中国航空机械专家，曾任第二、三、四届全国政协委员。

## 生平
1912年7月，刘敬宜毕业于开封公立工业学校，同年9月考入河南留学欧美预备学校首届英文科。1918年，刘敬宜赴美国密歇根大学航空机械专业就讀。1920年本科毕业后他又在密歇根大学攻读3年，获得航空机械学硕士学位。1924年被授予工程师衔（副博士）。
1927年起他相继担任南京国民政府工商部次长、河南省实业厅厅长等职务，抗日战争爆发后又先后担任南京国民政府飞机制造厂厂长、研究员，中国民航公司总经理，中央航空公司顾问。1949年11月9日，时任中航总经理的刘敬宜率领中国民航公司、中央航空公司数十名科技知识分子和工作人员，驾驶十多架飞机从香港飞回北京和天津，此即两航起义。
1956年，刘敬宜被评为一级研究员，1964年当选全国政协委员，1971年，因家事搬迁至澳洲。1973年受周恩來邀请回国，但在出发前于五月病逝于澳洲，终年74岁。